# Michael Larsen
Michael Larsen (Odense, 16 de outubro de 1969) é um ex-futebolista profissional dinamarquês que atuava como meio-campista.

## Carreira
Michael Larsen representou a Seleção Dinamarquesa de Futebol nas Olimpíadas de 1992.